# Patio 29

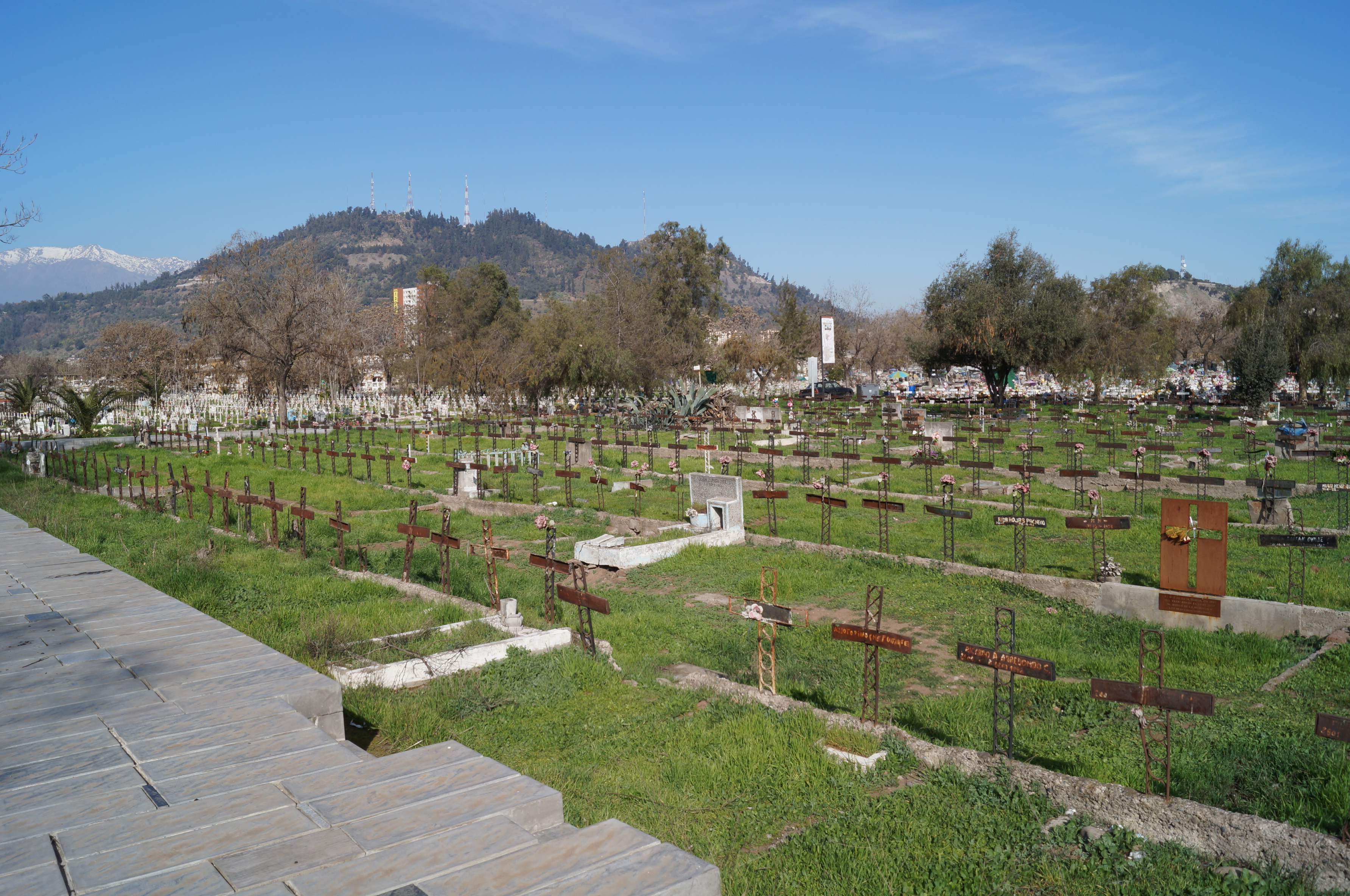
El Patio 29 del Cementerio General fue el lugar donde se ocultaron los cuerpos e identidades de detenidos desaparecidos y ejecutados políticos, durante la dictadura encabezada por Augusto Pinochet.

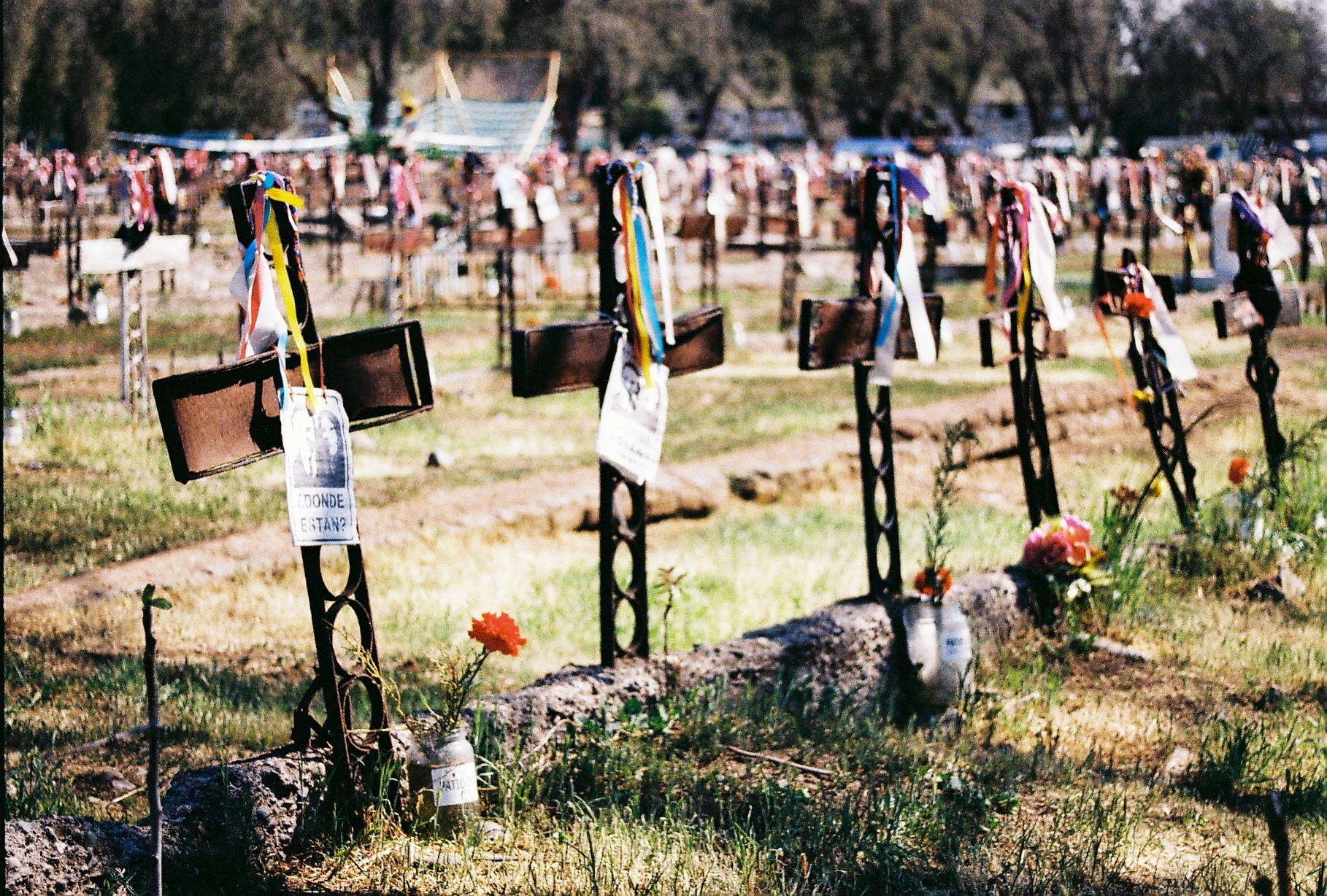
Detalles de las cruces de fierro, 11 de septiembre de 2019 (Fotografía análoga).

El Patio 29 es una parcela del Cementerio General de Santiago de Chile, que fue usada durante la dictadura militar para sepultar clandestinamente a ejecutados políticos, fue declarado Monumento Histórico en 2006.

## Historia
Se encuentra ubicado entre las avenidas México por el norte y O'Higgins por el este, las calles Los Copihues por el sur y Los Maitenes por el oeste. Al actualizar y digitalizar la información del Cementerio (a partir del año 1987), se realizó una reenumeración de los patios, pasando del número 29 a considerarse en las ubicaciones de los actuales patios 162 y 157.
El Patio 29 solía destinarse como fosa común para sepultar a personas indigentes, pacientes psiquiátricos y quienes morían en la calle sin ser identificadas por sus deudos (NN). Sin embargo, desde septiembre de 1973, sus más de 2.000 tumbas fueron usadas para ocultar a víctimas de la Dictadura Militar.
En 1979 la Vicaría de la Solidaridad recibió antecedentes de sepulturas irregulares y la existencia de algunos de los cuerpos de las víctimas de Paine, uno de los pocos casos que a la fecha contaba con proceso formal y un ministro en visita que investigaba la detención y desaparición de 24 campesinos.
La Fiscalía Militar de Santiago prohibió en 1981 la incineración, exhumación o traslado de personas enterradas en el Patio 29, a través de un oficio.
Diez años más tarde comenzaron las primeras exhumaciones de los restos y se dio inicio a las investigaciones orientadas a identificarlos. En las 107 sepulturas exhumadas se encontraron 124 restos óseos.
El 11 de julio de 2006 Nivia Palma, directora de la Dibam y vicepresidenta ejecutiva del Consejo Nacional de Monumentos, entregó el decreto que declara Monumento Histórico el Patio 29 del Cementerio General. 